# Принцепс
Принцепс (лат. princeps — први) била је владарска титула у Римском царству са значењем „први грађанин“. На основу те титуле први период Царства назван је принципат.
У Римском царству (принципату) није постојала званична титула цара. Колоквијално, под римским царевима подразумијевају се личности које су носиле титулу принцепса и као дио свог личног имена имали сљедеће називе: император, цезар и август.

## Принципат
Први период постојања Римског царства познат је као принципат, управо по титули принцепса. Октавијан Август, или пуним именом Imperator Gaius Julius Caesar Octavianus Divi Filius Augustus, био је први носилац титуле принцепса, односно први римски цар. Титулу принцепса додијелио му је Сенат (27. п. н. е.), а сама титула постојала је и за вријеме Римске републике под називом princeps senatus и означавала је првог на списку сенатора.
Октавијан Август није желио да прихвати некадашње титуле краља (rex) или диктатора, будући да би тиме нарушио своју политику очувања републиканских институција у Царству. Некадашња титула првог у сенату (princeps senatus) од тада је означавала првог у држави. Будући да су у Царству привидно очуване институције из периода Републике сама титула принцепса није везивала за себе нека значајна овлашћења. Власт принцепса је зависила од тога колико он врши магистратских функција. Тако је нпр. пуни назив Октавијана Августа у моменту смрти био Imperator Caesar Divi filius Augustus, Pontifex Maximus, Consul XIII, Imperator XXI, Tribuniciae potestatis XXXVII, Pater Patriae.

## Доминат
Први римски цар који је одбацио титулу принцепса био је Диоклецијан. Почетком његове владавине завршен је период принципата, а отпочео период домината. Цар Диоклецијан је одбацио идеју да принцепси нису монарси и прогласио се за доминуса (лат. dominus — господар). Од тада се римским царевима обраћало са господар и бог (лат. dominus et deus).
Увођењем система тетрархије два римска владара имала су титуле августа, а њихова два савладара титуле цезара.